# Can Monroig

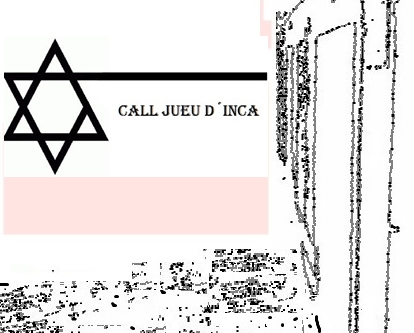
Call jueu d'Inca

Can Monroig es un antic casal del s. XVI, amb orígens gòtics, ubicat a l'antic Call de la ciutat d'Inca, a Mallorca (Illes Balears).
Els elements gòtics de l'edifici que avui en dia es poden observar estan formats per una sèrie d'arcs, ogivals i de mig punt, i també algun portal i alguna finestra amb llindes.
Alguns historiadors, com Guillem Reus Planells,sostenen que aquest edifici està bastit sobre una antiga sinagoga, atès que s'hi han trobat importants vestigis jueus, entre ells les restes del que sembla un micvé.
L'edifici, de titularitat privada, està catalogat per l'Ajuntament d'Inca i per la Direcció Insular de Patrimoni de les Illes Balears.